# Ljustjärnen (Jörns socken, Västerbotten, 725289-168841)
Ljustjärnen är en sjö i Skellefteå kommun i Västerbotten och ingår i Byskeälvens huvudavrinningsområde.